# Emily Pogorelc
Emily Pogorelc (* 1996 in Whitefish Bay) ist eine US-amerikanische Opernsängerin in der Stimmlage Sopran.

## Biografie
Das Gesangstalent von Emily Pogorelc wurde von Kindheit an gefördert, seit dem Alter von neun Jahren trat sie bei schulischen Veranstaltungen auf. Während ihrer Zeit an der High School, die sie 2014 abschloss, gewann sie Preise und nahm an Förderprogrammen teil. Anschließend studierte sie bis zu ihrem Abschluss in 2018 am Curtis Institute of Music in Philadelphia und sammelte dabei erste Erfahrung in Opernrollen wie Musetta (La Bohème) und Barbarina (Le nozze di Figaro) sowie im Konzertgesang. Noch zur Zeit ihres Studiums stellte sie 2018 an der Washington National Opera die Cunegonde in Leonard Bernsteins Candide dar. Von 2018 bis 2020 vervollständigte sie ihre Ausbildung am Ryan Opera Center der Lyric Opera of Chicago.
Von 2020 bis 2024 war Emily Pogorelc Solistin im Ensemble der Bayerischen Staatsoper, wo sie neben kleineren Rollen die Sofia in Il signor Bruschino, Musetta (La Bohème), Gretel (Hänsel und Gretel), Sœur Constance (Dialogues des Carmélites), Adina (L’elisir d’amore) Ilia (Idomeneo) und Pamina (Die Zauberflöte) darstellte. 2023 debütierte sie an der Semperoper Dresden als Amina in La sonnambula und an der Königlichen Oper (Kopenhagen) als Servilia in La clemenza di Tito. 2024 stellte sie sich an der Metropolitan Opera New York als Lisette in La rondine und am Opera Theatre of Saint Louis als Cleopatra in Händels Giulio Cesare vor. Als Violetta Valéry in La traviata gab sie ihr Rollendebüt 2024 an der Detroit Opera und gastierte im Januar 2025 für fünf Aufführungen an der Semperoper Dresden.

## Preise und Auszeichnungen
- 1. Preis Carolyn Bailey and Dominick Argento Vocal Competition in New Orleans (2018)
- 3. Preis Operalia Wettbewerb, Moskau (2021)[7]